# Dolhești (Iași)
Dolheşti é uma comuna romena localizada no distrito de Iaşi, na região de Moldávia. A comuna possui uma área de 55.00 km² e sua população era de 2944 habitantes segundo o censo de 2007.